# Vieni via con me (album Loretta Goggi)
Vieni via con me è il primo album ufficiale della cantante romana Loretta Goggi, pubblicato dalla Durium nel 1972.

## Descrizione
Dopo più di dieci anni trascorsi a recitare come attrice in numerosi sceneggiati televisivi di grande successo della Rai, la Goggi ottiene la sua grande occasione televisiva per farsi conoscere dal grande pubblico del sabato sera in una nuova veste. Colpito positivamente dall'esperienza lavorativa con lei alla radio e con La freccia d'oro, Pippo Baudo sceglie la Goggi per affiancarlo nell'edizione 1972-73 del programma Canzonissima: in questa occasione Loretta rivela appieno il proprio talento di intrattenitrice, soprattutto grazie alla sua capacità di imitare le donne dello spettacolo come Mina, Sophia Loren, Nada, Gina Lollobrigida e molte altre e per lei è la consacrazione definitiva come showgirl. La Goggi incide anche la sigla d'apertura della trasmissione, Vieni via con me (Taratapunzi-e) (scritta da Marcello Marchesi, Dino Verde, Enrico Simonetti e Pippo Baudo), vincendo il suo primo disco d'oro e sempre all'interno del programma lancia anche i tormentoni Mani mani e Yeah!.
In concomitanza della trasmissione viene pubblicato l'album di debutto della showgirl, in realtà una raccolta di singoli incisi dal 1969 al 1972 dall'artista per la nota casa discografica Durium com'era consuetudine in quegli anni per la composizione degli album. Le uniche due eccezioni rispetto ai singoli precedentemente usciti sono la versione italiana di Dolce e triste, brano cantato in giapponese da Loretta in passato e vincitore del Festival della canzone di Tokyo, e una versione ridotta di Scusa se insisto.

## Edizioni
L'album viene pubblicato su etichetta Durium con numero di catalogo MSA 77308, in LP, musicassetta e Stereo8, 
Viene ripresa la foto di copertina del singolo Vieni via con me scattata dal fotografo Pietro Pascuttini, cambiando solamente il colore da rosso a grigio, ad opera dell'art director Umberto Lega.
Una versione in musicassetta viene distribuita anche in Belgio, sempre su etichetta Durium, con numero di catalogo MD.A 216  .
L'album è stato pubblicato per la prima volta su CD nel 2001 su etichetta Ricordi, per la serie Gli indimenticabili. Seppure tutte le tracce (fatta eccezione per la traccia Pun tan tai) siano state inserite in molte raccolte, l'album non è presente nella sua interezza in digitale e nelle piattaforme streaming.

## Tracce
Testi di Pippo Baudo, Danilo Ciotti, Marcello Marchesi, Silvio Negroni, Felice Piccarreda, Oscar Avogadro, Loretta Goggi, Roberto Chevalier, Cino Tortorella, Dino Verde, Alberto Salerno, Paolo Limiti, Franca Evangelisti; musiche di Mario Rapallo, Marcello Marrocchi, Franco Cassano, Enrico Simonetti, Nicola Apollonio, Vittorio Tariciotti, Mario Capuano, Giosy.
1. Vieni via con me (Pippo Baudo, Dino Verde, Marcello Marchesi, Enrico Simonetti) 3:22
2. Pun tan tai (Marcello Marrocchi, Vittorio Tariciotti) 2:46
3. Dolce e triste (Felice Piccarreda, Mario Rapallo, Silvio Negroni) 2:45
4. Ti chiedo scusa (Paolo Limiti, Felice Piccarreda) 3:11
5. Come amico (Oscar Avogadro, Nicola Apollonio, Enrico Simonetti) 3:03
6. Due ragazzi (Cino Tortorella, Franco Cassano) 2:53
7. Cibù cibà (Paolo Limiti, Nikica Kalogjera) 2:56
8. Io sto vivendo senza te (Alberto Salerno, Massimo Salerno) 3:11
9. Chi salta il fosso (Franca Evangelisti, Marcello Marrocchi, Vittorio Tariciotti) 2:56
10. Per favore (Loretta Goggi, Roberto Chevalier) 4:03
11. Ciao, settembre (Paolo Limiti, Franco Cassano) 2:28
12. Scusa se insisto (Danilo Ciotti; Mario Capuano, Giosy Capuano) 2:34

11 delle 12 canzoni sono state riprese nella raccolta I grandi successi originali, sempre edita per la BMG Ricordi nel 2002. L'unico pezzo rimasto fuori è Pun tan tai.